# Pas på den knaldrøde gummibåd
"Pas på den knaldrøde gummibåd" er en popsang, der er komponeret af den tyske komponist Bobby Schmidt. Sangen blev udgivet på dansk af Birthe Kjær i 1971 og har særligt i eftertiden været blandt hendes største hits.
Mens Bobby Schmidt komponerede sangen, skrev Hans Bradtke teksten til "Er hat ein knallrotes Gummiboot", som sangen hedder på tysk. Den blev første gang udgivet af Wenche Myhre i 1970. Samme år udgav Norma Hendy den desuden på hollandsk ("Een knalrode gummiboot").
I 1971 oversatte Sejr Volmer-Sørensen sangen til dansk og samme år udgav Birthe Kjær den som vinylsingle med "Drømmen om et land" som B-side. Johnny Reimar var producer, mens Helmer Olesen var kapelmester.
Den strøg dengang ikke til tops på Dansktoppen, men i eftertiden hitter sangen ikke mindst blandt det yngre publikum.

## Tekst
Sangen handler om et forelsket par, der er ude at sejle i gummibåd. Manden hedder Hans-Peter, mens kvinden ikke navngives.
Sejr Volmer-Sørensen modererede indholdet en del i sin versionering af sangen. Af den tyske original fremgår det, at parret i båden kompenserer for manglen på motor og sejl ved at vugge eller gynge, hvilket har en erotisk konnotation. Det er i den danske version blevet til:
"Den har hverken sejl eller motor ombord
Hva' sku' man dog bruge det til?
Næ er man forelsket er drivkraften stor
Man når nok det man vil".
Båden rummer også en cykelpumpe, hvilket dog går igen i den danske version. Også den er et billede på noget erotisk ifølge populærmusikforsker Henrik Smith-Sivertsen fra Dansk Folkemindesamling.
Selv har Birthe Kjær udtalt, at hun ikke mener, man skal fordybe sig så meget i teksten.